# Liturghier aromânesc
Liturghier aromânesc (în aromână Lituryieru armãnescu) este o carte liturgică (liturghier) în limba aromână anonimă, considerată în mai multe lucrări științifice ca datând de la începutul, din prima jumătate, de la mijlocul sau din a doua jumătate a secolului al XVIII-lea. Este primul text amplu în limba aromână și include traduceri ale predicilor și ale altor texte religioase în aromână.

## Cercetări istorice
Cercetătorii presupun că Liturghier aromânesc a fost scris la Moscopole (Moscopole, Moscopoli, Muscopuli sau Voscopole), cândva un oraș aromân prosper, în limba aromână cu alfabet grec datorită faptului că formele arhaice ale limbii grecești erau considerate mai potrivite pentru exprimarea literară a limbii aromâne în acele vremuri în Balcani. În ultima vreme, textul liturghierului a început să circule într-un mod mai activ printre aromânii din Albania, cu sprijinul diasporei aromâne. Într-un studiu despre aromâni din 2002, cercetătorul german Thede Kahl a afirmat că preotul Thoma slujea Sfânta Liturghie în limba aromână la Biserica „Sf. Nicolae” din Moscopole.
Acest manuscris a fost descoperit în 1939 de Ilo Mitkë Qafëzezi, un scriitor și istoric cu origine mixtă albanezo-aromână, în arhivele Bibliotecii Naționale a Albaniei de la Tirana. După descoperirea sa, Qafëzezi a trimis copii ale manuscrisului către colegii săi de la Universitatea din București Theodor Capidan și Victor Papacostea, precum și către ziarul românesc Universul. Ulterior, în 1957, Qafëzezi a trimis copii ale documentului către Institutul de Lingvistică „Iorgu Iordan - Alexandru Rosetti” din București pentru a putea fi cercetat. Lingvista aromână Matilda Caragiu-Marioțeanu a publicat textul liturghierului într-o monografie intitulată Liturghier aromînesc – un manuscris anonim inedit și publicată în 1962 de Editura Academiei Republicii Populare Romîne din București; monografia conține următoarele capitole: „Abrevieri”, „Introducere”, „Transcriere și transliterație”, „Textul Liturghierului (în transcriere și transliterație)”, „Bibliografie”, „Studiul limbii textului”, „Locul Liturghierului printre celelalte scrieri aromînești”, „Glosar”, „Indice” și „Anexe”.
Liturghier aromânesc este una dintre cele mai vechi scrieri în limba aromână, alături de anonimul Codex Dimonie și de scrierile lui Teodor Anastasie Cavalioti, Daniil Moscopoleanu și Constantin Ucuta. Matilda Caragiu-Marioțeanu a descris limba aromână a liturghierului ca fiind „relativ unitară, sistematică și consecventă și mai apropiată de limba folosită de scriitorii de la sfârșitul secolului al XIX-lea”. Ea a subliniat, de asemenea, că Liturghier aromânesc este singura carte de slujire religioasă în limba aromână fără influențe românești sau, mai nou, latine.